# Napoleone Bonaparte: le opposizioni realista e giacobina

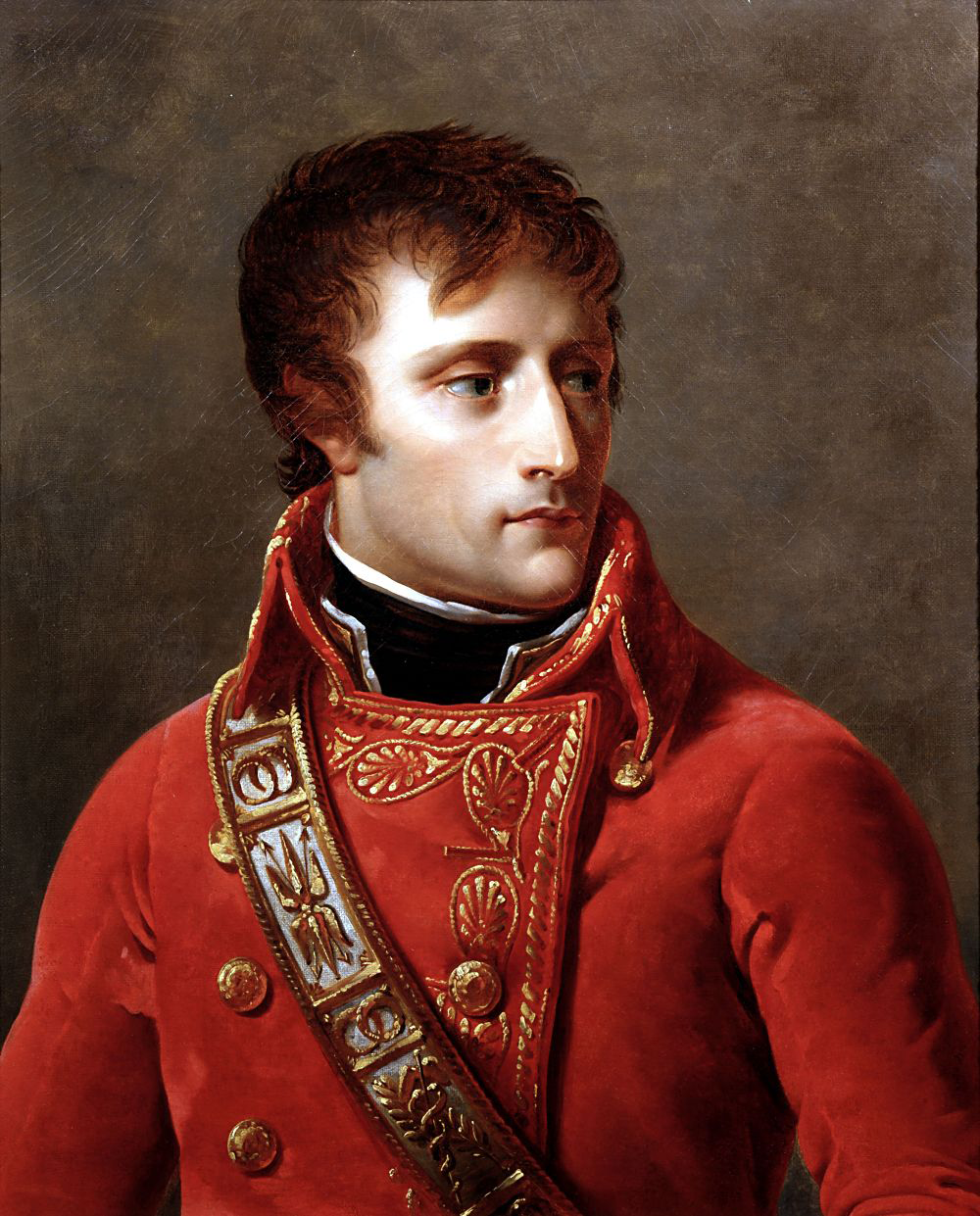
Napoleone Bonaparte, olio su tela di Jean-Antoine Gros, verso il 1802.

Le opposizioni realista e giacobina si manifestarono all'indomani della rapida ascesa di Napoleone Bonaparte, divenuto Primo Console nel 1799. Si trattava di opposizioni quasi sempre clandestine, condotte da parte di due fazioni estreme e fra loro nemiche: i realisti ed i giacobini.

## Origine delle opposizioni
I primi nemici giurati Napoleone se li fece già il 13 vendemmiaio dell'anno IV (5 ottobre 1795) quando, dopo la sua frettolosa reintegrazione nell'esercito con il precedente grado di generale di brigata da parte del Direttorio, ordinò ai suoi artiglieri di sparare a mitraglia sui controrivoluzionari realisti ammassati sulle gradinate della chiesa di San Rocco in Parigi, uccidendone circa trecento. Così facendo si meritò il plauso dei deputati della Convenzione (che il 26 dello stesso mese lo nominò comandante in capo dell'Armata dell'Interno) e la gratitudine del Direttore Barras (che gli procurò il 16 ottobre il grado di generale di divisione), ma anche il soprannome di generale 13 vendemmiaio e l'odio eterno da parte dei tanti nostalgici della monarchia.
L'opposizione giacobina invece emerse fin dal momento della sua nomina a Primo Console del 21 frimaio dell'anno VIII (12 dicembre 1799), in seguito al colpo di Stato del 18 brumaio e la successiva (tre giorni dopo) promulgazione della Costituzione della Repubblica Francese dell'Anno VIII. L'accusa mossagli dai rivoluzionari era quella di voler instaurare un regime simil-monarchico, tradendo così gli ideali repubblicani. L'incoronazione di Napoleone ad imperatore del 1804 confermò la fondatezza di questi timori. Napoleone naturalmente sapeva e non esitava a prendere misure drastiche. La prima fu il controllo della stampa. All'inizio del 1800, appena nominato primo console, fece sopprimere ben settanta testate giornalistiche, colpevoli di non essere sufficientemente allineate.

## La congiura dei pugnali
La reazione dei giacobini non si fece attendere e la sera del 10 ottobre di quell'anno Napoleone, mentre assisteva ad un'opera al Théatre de la République, sarebbe dovuto cadere sotto le pugnalate di quattro sicari, il pittore Francesco Topino-Lebrun, lo scultore Giuseppe Ceracchi, Joseph Antoine Aréna e Domenico Demerville. Il complotto fu sventato all'ultimo momento grazie ad una soffiata, che consentì alla polizia di intervenire arrestando i tre, proprio in teatro. L'evento passerà alla storia con il nome di "congiura dei pugnali". Poco dopo comparve in Parigi un libello intitolato Parallelo fra Cesare, Cromwell, Monck e Bonaparte, a firma di un ex-emigrée, il marchese Louis de Fontanes, forse amante della sorella di Napoleone, Elisa, ove si diceva che Napoleone, doveva essere paragonato più a George Monck che agli altri personaggi nominati nel titolo. E la cosa più scandalosa era che questo de Fontanes godeva della protezione del fratello di Napoleone, Luciano Bonaparte. Il libello pareva fatto apposta per gettare olio sul fuoco dell'ira giacobina: il paragone adombrava l'ipotesi che Napoleone fosse il traghettatore che avrebbe riportato i Borbone sul trono di Francia.

## Glichouan

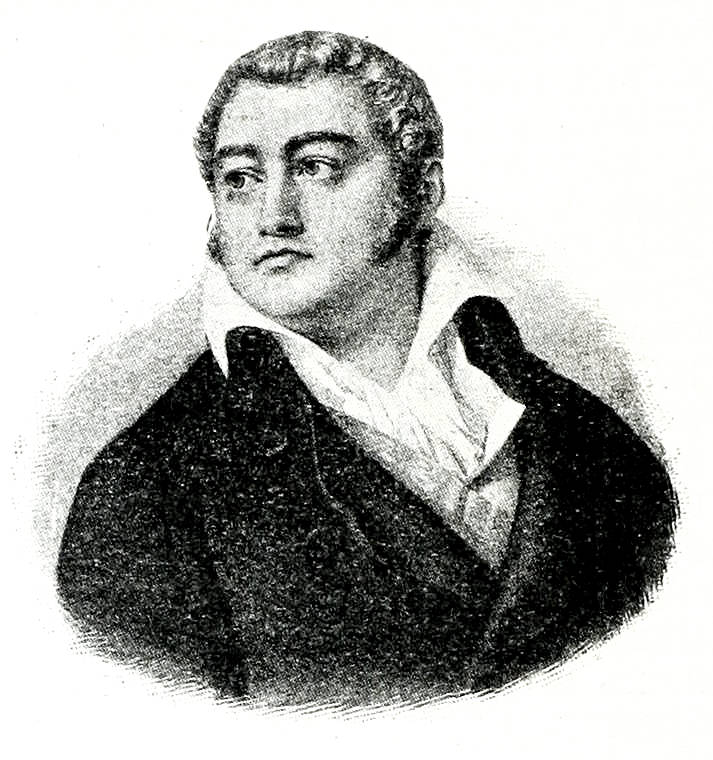
Il capo chouan, Georges Cadoudal.

Ma anche i realisti si davano da fare. La Vandea era in continuo fermento. Gli chouan, guerriglieri di estrazione popolare, non si erano tutti arresi e non tutti avevano accettato il compromesso riconciliativo firmato il 14 febbraio 1800 nel castello di Beauregard, Saint-Avé de Morbihan, con il generale Brune, e continuavano la loro guerra sotterranea guidati dal loro leader storico Georges Cadoudal. Inoltre una nutrita schiera di nobili emigrées, guidata dall'anziano Luigi-Giuseppe di Borbone-Condé, coadiuvato dal figlio Luigi-Enrico-Giuseppe, duca di Borbone e dal nipote Luigi-Antonio Enrico, 10º duca di Enghien, dopo aver combattuto contro la Francia a fianco degli imperi centrali, continuava a tessere trame contro Napoleone, finanziati e sostenuti dal governo inglese.

## L'attentato di Rue Saint Nicaise

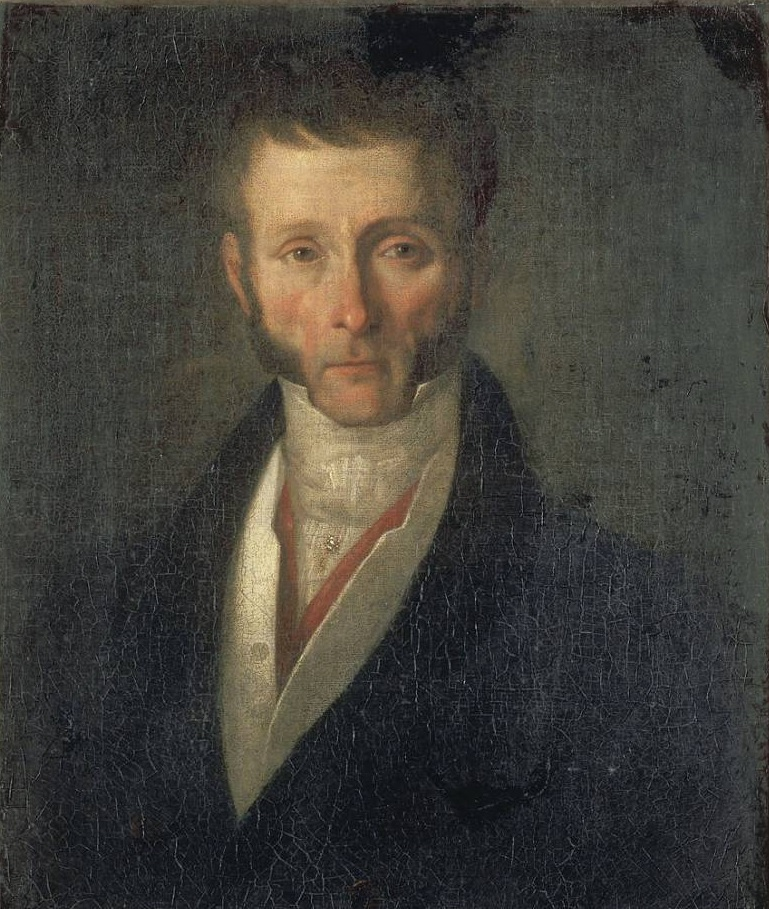
Joseph Fouché

La sera del 24 dicembre 1800], mentre la carrozza del Primo Console si stava dirigendo all'Opera per assistere ad un oratorio di Haydn, in rue Saint Nicaise si trovò la strada sbarrata da un carretto che portava una grossa botte ed era trainato da un cavallo. Mentre il carretto si spostava lentamente, il cocchiere di Napoleone, certo Germani, detto César, veterano della Campagna d'Egitto, intravide un passaggio e frustò i cavalli accelerandone l'andatura. La carrozza oltrepassò il carretto e svoltò così in Rue de la Loi quando, un attimo dopo, si udì una forte esplosione: la botte sul carretto era imbottita di polvere da cannone e di chiodi e la proiezione di questi, come una sventagliata di mitraglia, uccise 22 persone e ne ferì un centinaio. La carrozza di Giuseppina, che viaggiava con la figlia Ortensia e con la sorella di Napoleone, Carolina, era, contrariamente al previsto, parecchio distanziata a causa di un contrattempo, che salvò così la vita anche a loro. Questo attentato passò alla storia con il nome di Attentato di Rue Saint Nicaise od Attentato della macchina infernale.
A così breve distanza dalla congiura dei pugnali, il pensiero di Napoleone andò subito ai giacobini, e ne ordinò una repressione esemplare, nonostante che il Ministro di polizia Joseph Fouché sostenesse qualche giorno dopo che gli ideatori del tentativo di assassinio del Primo Console erano realisti chouan, e ne producesse anche le generalità. Furono arrestati 133 giacobini, due terzi dei quali furono inviati ai primi di gennaio alle isole Seychelles nell'Oceano Indiano ed i rimanenti finirono alla Caienna. Nello stesso mese i quattro attentatori mancati della congiura dei pugnali venivano ghigliottinati.

## Il rapimento e l'esecuzione del duca di Enghien

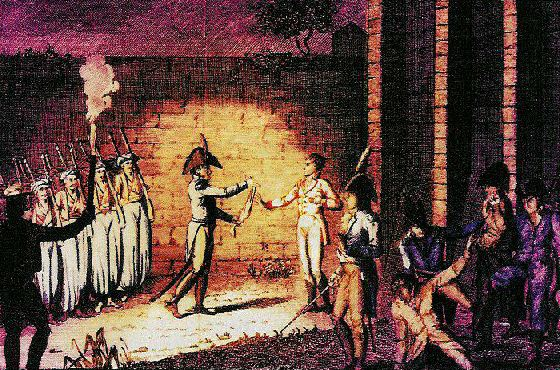
L'esecuzione del duca d'Enghien.

Il 19 ottobre 1800 venne emesso il primo decreto sugli emigrées: essi potranno rientrare liberamente in Francia, ed essere nuovamente iscritti nelle liste anagrafiche, a patto di giurare fedeltà alla Costituzione. Due anni dopo venne loro concessa un'amnistia generale. Il 16 luglio 1801 Napoleone firmò il nuovo Concordato con la Chiesa cattolica, ottenendo così nuovi consensi fra il clero ed i realisti moderati, ma inimicandosi ancor di più gli estremisti giacobini. Nel febbraio 1804 giunse una notizia allarmante: lo chouan Georges Cadoudal, da qualche anno esule in Inghilterra da dove tirava le fila della fronda vandeana, era sbarcato clandestinamente in Francia, per attentare alla sua vita e restaurare la monarchia assoluta con Carlo X. Clandestinamente era rientrato anche l'ex generale Pichegru, già deportato alla Caienna nel 1797, fuggito dalla colonia penale poco dopo e rifugiatosi a Londra.
I rapporti di polizia riferivano che i due fuoriusciti si erano incontrati anche con il generale Moreau. Napoleone ricordò subito che nel 1797, poco prima del colpo di stato del 18 fruttidoro, reazione a quello previsto da parte dei realisti, Moreau era già in possesso di documenti che accusavano inequivocabilmente l'amico Pichegru, ma li consegnò solo quando il colpo di stato realista era stato sventato. Pichegru e Moreau furono quasi subito arrestati e tradotti nel carcere del Tempio, ma l'arresto del popolarissimo Moreau scatenò la furia dei vecchi rivoluzionari. Manifesti clandestini inneggianti a Moreau ed auguranti la morte a Napoleone comparvero sui muri di Parigi.
Napoleone seguiva febbrilmente le indagini di polizia: aveva istituito uno speciale ufficio di istruzione per i reati contro la sua persona, cui aveva preposto il consigliere di Stato Pierre-François Réal quale giudice istruttore speciale e dal quale esigeva rapporti continui sulle indagini, come faceva con il capo della polizia Fouché e con quello della polizia militare, generale Savary. Fu così informato che l'ex-generale Dumouriez, già eroe delle prime battaglie dell'esercito rivoluzionario contro prussiani ed austriaci e passato successivamente al nemico, ed un ufficiale inglese, certo Spencer Smith, il cui compito sarebbe stato quello di fare da trait d'union fra governo inglese e realisti francesi in esilio, in particolare come ufficiale reclutatore e pagatore, si trovavano ad Ettenheim, nel Baden. Ivi risiedeva uno dei più attivi nemici del suo impero, il giovane duca di Enghien che, dopo la pace di Lunéville (febbraio 1801) aveva sposato segretamente Carlotta di Rohan-Rochefort, nipote del cardinale di Rohan e si era colà trasferito con la sposa.
Tutto ciò, unitamente all'arrivo in Francia di Cadoudal e di Pichegru, faceva presumere che i realisti stessero preparando qualcosa di grosso. Intanto il 9 marzo la polizia di Fouché e Réal aveva messo le mani su Cadoudal. Tanto bastava per convincere Napoleone che si stava ordendo un secondo complotto contro la sua persona. Dopo una riunione con il Ministro di polizia Fouché, il giudice inquisitore Réal, il ministro degli esteri Talleyrand, il generale Gioacchino Murat, ed altri notabili, con uno solo dei presenti apertamente contrario alle decisioni prese, Murat, Napoleone diede ordine di accerchiare Ettenheim, arrestare i presunti cospiratori e tradurli a Parigi. Per questo fu mobilitato un reggimento di oltre mille dragoni agli ordini del generale Ordener.
Compiuta la missione, arrivarono, oltre agli arrestati, le prime sorprese: del Dumouriez nessuna traccia e si era saputo che ad Ettenheim non vi era mai stato e così era anche per l'inglese Spencer Smith, del tutto assente, mentre vi era al suo posto un quasi omonimo, un tenente non inglese di nome Schmidt.
Trasferito il principale imputato, il duca di Enghien, nella fortezza di Vincennes, fu costituito un tribunale militare di sette ufficiali-magistrati, presieduto dal generale giacobino Hulin. Tuttavia le prove del complotto non emersero e lo stesso Cadoudal, pur avendo ammesso di essere rientrato in Francia per organizzare l'eliminazione del Primo Console, cadde dalle nuvole quando gli si parlò dell'Enghien, negando assolutamente il coinvolgimento del duca nelle sue trame: infatti, il vero animatore della cospirazione era il duca di Berry, secondogenito del futuro re Carlo X. L'accusa al nobile imputato fu quindi modificata: non più attentato alla vita del Primo Console ma l'aver militato e combattuto in eserciti nemici della Francia contro la Francia stessa (il che era vero). Il duca fu condannato e giustiziato all'alba del 21 marzo e tre mesi dopo, avendo rifiutato di chiedere la grazia, veniva giustiziato anche Georges Cadoudal. Il generale Moreau venne invece condannato a soli due anni di carcere ma successivamente gli fu concessa la possibilità di espatriare negli Stati Uniti. Il generale Pichegru fu invece trovato strangolato il 5 maggio nelle carceri del Tempio.

## Le conseguenze esterne ed interne dell'esecuzione
Il rapimento e la successiva esecuzione del duca di Enghien destarono l'indignazione delle corti europee per l'arrogante violazione della sovranità di uno stato estero da parte della Francia e per la sorte riservata al povero duca, e diedero uno scossone negativo all'immagine europea del Bonaparte, alla quale invece l'allora ancor Primo Console teneva moltissimo: a tal proposito, il ministro Talleyrand affermò che «...l'uccisione del duca d'Enghien era stato peggio di un delitto, era stato un errore». Tuttavia l'evento ebbe i due effetti che da esso Napoleone si attendeva:
- dare un segnale ai giacobini che le sue intenzioni non erano quelle di cui lo accusavano, dopo l'opera di pacificazione nazionale iniziata con le concessioni fatte agli emigrées: in assenza di eredi, riportare i Borboni sul trono di Francia. L'eliminazione del duca di Enghien era stato un "tagliarsi i ponti" verso la monarchia;
- dare una lezione ai realisti: chiunque avesse tentato di attraversare la strada di Napoleone, l'avrebbe pagata cara.

## La satira su Napoleone

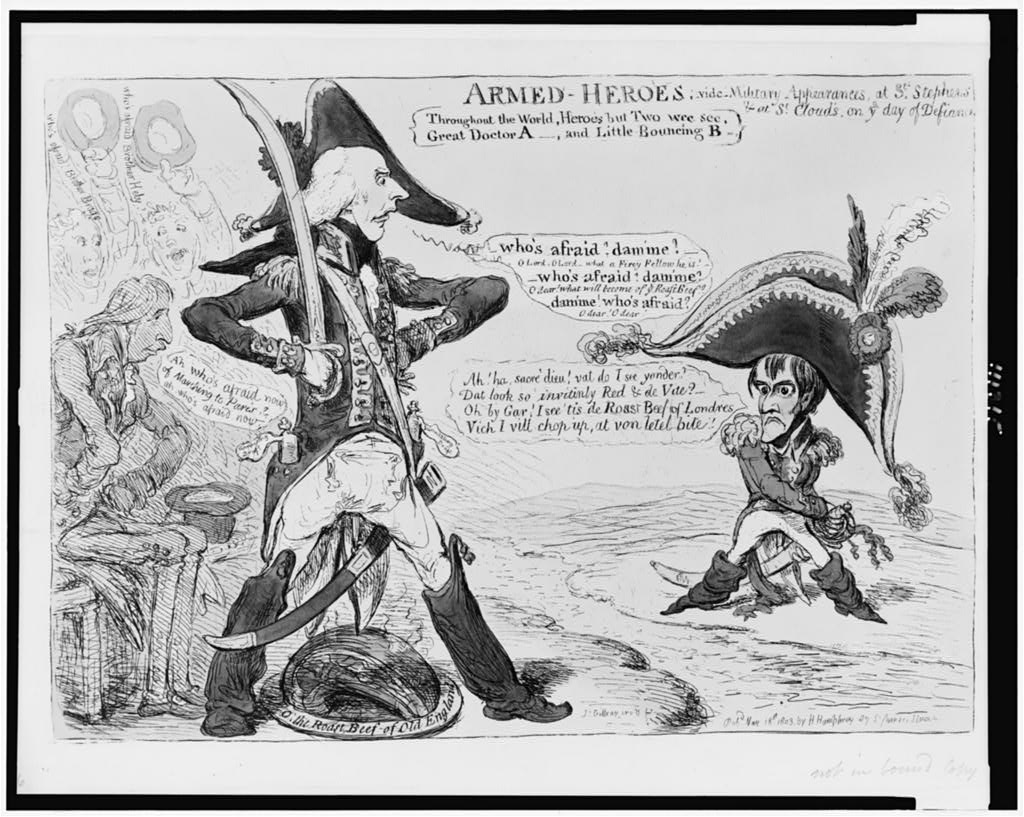
Armed Heroes caricatura del 1803 di James Gillray che mostra Addington di fronte a Napoleone mentre grida «Chi ha paura? …». Dietro il primo si vede Lord Hawkesbury che dice: «Chi ha paura ora di marciare su Parigi? Chi ha paura?»

Un personaggio della caratura di Napoleone, con gli enormi sconvolgimenti da lui causati sulla scena europea non poteva sfuggire certo a prese in giro, sarcasmi, e così via.
Gli inglesi, che lo detestavano (il che è comprensibile, visto che le sue imprese significavano la sconfitta della politica inglese del balance of power), lo chiamavano Boney, contrazione spregiativa di Bonaparte. Durante tutto il periodo di attività di Napoleone la stampa inglese non perdeva occasione per dileggiarlo e denigrarlo, dipingendolo come il peggiore degli individui e non esitò ad attaccarlo anche sui suoi fatti personali. La sua fama negativa in Inghilterra era divenuta tale che si usava dire ai bambini disubbidienti: «Se fai i capricci stanotte viene Boney e ti porta via». Una specie di Uomo Nero insomma.
I suoi soldati, specialmente i veterani che lo veneravano, gli appiopparono il nomignolo: Le Petit Tondu o semplicemente Le Tondu ("Il Piccolo Calvo" o "Il Calvo").
All'interno erano particolarmente accaniti contro di lui i vecchi repubblicani rivoluzionari, i giacobini, per i motivi sopra visti. Lo accusavano naturalmente di aver rinnegato lo spirito della rivoluzione sostituendo al regime assolutista dei Borbone quello dei Bonaparte, che per giunta erano anche dei parvenu, oltre che dei francesi dell'ultima ora (la Corsica fu ceduta alla Francia dalla Repubblica di Genova un anno prima della nascita di Napoleone e riconosciuta come territorio nazionale solo nel 1789). Così alla nascita dell'Impero (1804) comparvero sui muri scritte come questa:
Sembrerebbe un normale slogan, ma guardandolo bene ci si accorge che la seconda parte, quella dopo l'ou, è il perfetto anagramma della prima.
Anche il cognome originale di Napoleone viene anagrammato sui muri di Parigi: «NABOT A PEUR» ("il nano ha paura"), anagramma di "BUONAPARTE".
Nell'iconografia imperiale, dopo i grandi successi in campo militare ottenuti dall'Imperatore comparve un simbolo: una grossa N inscritta in un sole radioso. La didascalia, quando c'era, diceva «Napoléon dans le plus grand des astres» ("Napoleone nel più grande degli astri") ma dopo Waterloo ecco comparire la beffarda didascalia omofona: «Napoléon dans le plus grand désastre» ("Napoleone nel più grande disastro").
Dopo l'esecuzione del duca di Enghien, la marchesa di Nadaillac scrisse questi versi che comparvero in Parigi:
(Marchesa di Nadaillac. Il soggetto che parla in prima persona è naturalmente Napoleone Bonaparte)
Anche in Italia non mancarono i motti di spirito. Uno di questi, alludendo alle spoliazioni che i francesi, e lo stesso Napoleone, hanno compiuto nei paesi occupati, portando via tesori e opere d'arte in gran quantità, recitava (si tratta di uno sfottò a domanda e risposta):
- Domanda: «È vero che li francesi so' tutti ladri?»
- Risposta: «Tutti no, ma buona parte sì.»